# 13.ª Avenida (línea Culver)
La 13ª Avenida fue una estación en la sección demolida de la línea Culver. Originalmente tenía 3 vías y 2 plataformas laterales, aunque justo antes que la cerraran, solo se usaba una de las plataformas y una vía, ya que las otras 2 vías estaban siendo desmanteladas. Fue abierta el 11 de noviembre de 1919 y cerrada el 11 de mayo de 1975. Fue usada por la Culver Shuttle. La siguiente estación al norte era Fort Hamilton Parkway. La siguiente estación al sur era Avenida Ditmas.